# Till (Hovel)
Till ist ein abgelegener Wohnplatz im  Wittmunder Ortsteil Hovel. Sein friesischer Name wurde bereits im 15. Jahrhundert erwähnt.

## Lage
Till liegt ca. zwei Kilometer nordöstlich von Hovel am Tiller Weg, der von der Kreisstraße 27 (Hoveler Straße) nach Norden hin abzweigt und in die Uthörner Straße einmündet. In Höhe des Abzweigs von der Kreisstraße befindet sich auch eine Bushaltestelle des Öffentlichen Personennahverkehrs.
Östlich von Till befindet sich der Wasserlauf Tiller Leide; er mündet in die Nöttenser Leide, einen der Nebenflüsse der Harle.

## Name
Der Name des Wohnplatzes leitet sich her von einem friesischen Reliktwort im Ostfriesischen Niederdeutsch. Seinen Ursprung hat Till im altfriesischen thille für Brücke oder Steg. Eine etymologische Verwandtschaft besteht zum altenglischen ðelbrycg (=Bohlenbrücke) und neuhochdeutschen Diele (=Fußbodenbrett). Danach wäre die Bedeutung des Wohnplatznamens „bei der Brücke“ und vermutlich ein Hinweis auf eine Brücke, mit der die Nöttenser Leide überquert werden konnte.

## Geschichte
Die Ortschaft Till wird – soweit bekannt – zum ersten Mal 1487 als „vor der Tille“ erwähnt. Im Jahr 1602 lautete die Ortsbezeichnung „zur Till“.
Im Mittelalter gehörte das Tiller Gebiet mit Hovel und Leerhafe nicht zum Herrschaftsbereich der ostfriesischen Adelsfamilie der Kankena, sondern zur Vogtei Reepsholt im Amt Friedeburg. Erst während der napoleonischen Besatzungszeit (1807–1813) wurden sowohl Hovel als auch Leerhafe ein Teil des Amtes Wittmund und gehörten ab 1885 zum Landkreis Wittmund. Innerhalb des Landkreises bildeten im weiteren Verlauf des 19. Jahrhunderts Hovel und seine Ortsteile gemeinsam mit den Bauernschaften Leerhafe und Rispel bei Beibehaltung der jeweiligen kommunalen Selbständigkeit einen Gemeindeverband. Wegen verschiedener Streitigkeiten verließen Hovel und damit auch die Ortsteile Till, Mammhusen, Uthörn, Farlage, Schnapp, Carmsland, Kloster und Kloster Neuenhaus den Verband im Jahr 1901 und verselbständigten sich als Gemeinde Hovel. Das Standesamt und der Armenverband verblieben allerdings in Leerhafe.
Im Mai 1769 beantragten die Tiller Eltern gemeinsam mit denen der Ortschaften Mammhusen, Farlage, Hovel, Uthörn, Müggenkrug und Schnapp die Errichtung einer Nebenschule für ihre jüngeren Kinder. Ihnen sollte damit der weite Weg nach Leerhafe erspart bleiben. Erst ab dem Alter von zehn Jahren sollten sie die Leerhafer Volksschule besuchen. Dem Antrag wurde stattgeben. Die Einnahmen waren jedoch so gering, dass nach einer kurzen Zeit der angestellte Schulmeister nicht mehr besoldet werden konnte. Allerdings entstand um 1775 in Hovel eine von Leerhafe unabhängige Schulgemeinde, die für Hovel und seine Ortschaften ein eigenes Volksschulgebäude errichtete. Die Hoveler Schule existierte bis 1974.
Im März des Jahres 1868 wurde im Bereich der „Post-Expedition in Wittmund“ die „Landbriefbestellung“ eingeführt. Damit stellte der Landbriefträger auch in Till einmal täglich (außer am Sonntag) die Post zu.
Im Jahr 1906 wurde eine Straße von Isums über Carmsland und Till nach Uthörn angelegt. Die Pflasterung der zunächst als sogenannter „Sandkasten“ angelegten Straße erfolgte zwischen 1908 und 1909.